# Championnat de France de rugby à XIII 1948-1949
Navigation
Édition précédente Édition suivante
Le Championnat de France de rugby à XIII 1948-1949 oppose pour la saison 1948-1949 les meilleures équipes françaises de rugby à XIII au nombre de seize.

## Liste des équipes en compétition
| Albi Avignon Bayonne Béziers Bordeaux Carcassonne Carpentras Cavaillon Lézignan Libourne Lyon Marseille XIII Catalan Roanne Toulouse O. Villeneuve-sur-Lot |

Seize équipes participent au championnat de France de première division .

## Déroulement de la compétition

### Classement de la première phase

#### Division nationale
| Classement | Club             | Points | Matchs |
| 1er        | A.S. Carcassonne | 60     | 22     |
| 2e         | R.C. Roanne      | 57     | 22     |
| 3e         | R.C. Marseille   | 55     | 21     |
| 4e         | R.C. Albigeois   | 52     | 21     |
| 5e         | XIII Catalan     | 52     | 22     |
| 6e         | Bordeaux XIII    | 47     | 21     |
| 7e         | Libourne XIII    | 39     | 20     |
| 8e         | S.U. Cavaillon   | 37     | 21     |
| 9e         | U.S. Villeneuve  | 34     | 21     |
| 10e        | S.O. Avignon     | 29     | 19     |

|  | Qualifié pour les demi-finales |

Le classement est incomplet.

#### Poule de Classement
| Classement | Club                    | Points | Matchs |
| 1er        | F.C. Lézignan           | 17     | 8      |
| 2e         | F.C. Lyon               | 16     | 6      |
| 3e         | Toulouse olympique XIII | 12     | 5      |
| 4e         | R.C. Carpentras         | 12     | 7      |
| 5e         | Béziers XIII            | 10     | 7      |
| 6e         | Pamiers XIII            | 9      | 5      |

En date du 4 avril 1949, le classement est incomplet.

## Phase finale
|  | Demi-finales             | Demi-finales         | Demi-finales         | Demi-finales         |                |                | Finale                       | Finale                       | Finale                       | Finale                       |
|  |                          |                      |                      |                      |                |                |                              |                              |                              |                              |
|  | Le 8 mai 1949 à Lyon     | Le 8 mai 1949 à Lyon | Le 8 mai 1949 à Lyon | Le 8 mai 1949 à Lyon |                |                | Le 22 mai 1949 à Carcassonne | Le 22 mai 1949 à Carcassonne | Le 22 mai 1949 à Carcassonne | Le 22 mai 1949 à Carcassonne |
|  | R.C. Marseille           | R.C. Marseille       | 22                   | 22                   |                |                | Le 22 mai 1949 à Carcassonne | Le 22 mai 1949 à Carcassonne | Le 22 mai 1949 à Carcassonne | Le 22 mai 1949 à Carcassonne |
|  | R.C. Marseille           | R.C. Marseille       | 22                   | 22                   |                |                | Le 22 mai 1949 à Carcassonne | Le 22 mai 1949 à Carcassonne | Le 22 mai 1949 à Carcassonne | Le 22 mai 1949 à Carcassonne |
|  | R.C. Roanne              | R.C. Roanne          | 0                    | 0                    |                |                | Le 22 mai 1949 à Carcassonne | Le 22 mai 1949 à Carcassonne | Le 22 mai 1949 à Carcassonne | Le 22 mai 1949 à Carcassonne |
|  | R.C. Roanne              | R.C. Roanne          | 0                    | 0                    | R.C. Marseille | R.C. Marseille | 12                           | 12                           |                              |                              |
|  | Le 8 mai 1949 à Toulouse |                      |                      |                      | R.C. Marseille | R.C. Marseille | 12                           | 12                           |                              |                              |
|  |                          |                      | A.S. Carcassonne     | A.S. Carcassonne     | 5              | 5              |                              |                              |                              |                              |
|  | A.S. Carcassonne         | A.S. Carcassonne     | A.S. Carcassonne     | A.S. Carcassonne     | 5              | 5              | 26                           | 26                           |                              |                              |
|  | A.S. Carcassonne         | A.S. Carcassonne     |                      |                      |                |                |                              | 26                           |                              |                              |
|  | R.C. Albigeois           | R.C. Albigeois       | 10                   | 10                   |                |                |                              |                              |                              |                              |
|  | R.C. Albigeois           | R.C. Albigeois       | 10                   | 10                   |                |                |                              |                              |                              |                              |

### Demis-finales
Les demi-finales ont lieu le dimanche 8 mai 1949.
| Demi-finale Dimanche 8 mai 1949 | R.C. Marseille | 22 - 0 (12 - 0) | R.C. Roanne | Lyon 11 500 spectateurs Arbitre : M. Martung |
| Demi-finale Dimanche 8 mai 1949 | Essai(s) : 6 Négrier (8e), André (30e), Hatchondo (34e), Costa (63e), Pérez (70e) et Dehaye (79e) Transformation(s) : 2 Dehaye (8e et 34e) |                 |             | Lyon 11 500 spectateurs Arbitre : M. Martung |
| Demi-finale Dimanche 8 mai 1949 | |                 |             | Lyon 11 500 spectateurs Arbitre : M. Martung |

| Demi-finale Dimanche 8 mai 1949 | A.S. Carcassonne                                                                                      | 29 - 10 (13 - 10) | R.C. Albigeois                                               | Toulouse 9 000 spectateurs Arbitre : M. Goyetche |
| Demi-finale Dimanche 8 mai 1949 | Essai(s) : 1 Thomas (2), Vaslin (2), Mazon, Calbète et Bertrand Transformation(s) : 4 Puig-Aubert (4) |                   | Essai(s) : 2 Blanc et Espeluque Transformation(s) : 2 Combes | Toulouse 9 000 spectateurs Arbitre : M. Goyetche |
| Demi-finale Dimanche 8 mai 1949 | |                   |                                                              | Toulouse 9 000 spectateurs Arbitre : M. Goyetche |

### Finale
(mt : 5 - 5)
Homme du match :
Points marqués :
- Marseille: 2 essais de Costa et André, 2 transformations de Fachan, 1 pénalité de Flachan
- Carcassonne: 1 essai de Py, 1 transformation de Puig-Aubert

Évolution du score : 
Arbitre : 
Spectateurs : 23 500
Composition des équipes :
- Marseille: Jean Fachan - Norbert Costa, André Hatchondo, André Rouzaud, Albert André - Paul Césard, Jean Dop - François Rinaldi, Henri Durand, André Béraud, Élie Brousse, Ulysse Négrier, Raoul Pérez - Entraîneur :
- Carcassonne: Puig-Aubert - Henri Vaslin, René Peytavy, Louis Llari, Gilbert Bertrand  - Félix Bergèse, Roger Guilhem - Louis Mazon, Martin Martin, Pastor, Édouard Ponsinet, Justin Py, Germain Calbète - Entraîneur : René Carruesco

## Effectifs des équipes présentes
| Marseille    | Albert André Maurice André Robert Barthès André Béraud Élie Brousse Robert Casse Paul Césard Louis Dehaye Jean Dop Henri Durand Jean Fachan Norbert Costa André Hatchondo Marius Miseroux Ulysse Négrier François Othal Raoul Pérez François Rinaldi André Rouzaud Entraîneur : Jean Duhau | Carcassonne        | Félix Bergèse Gilbert Bertrand Germain Calbète Marcel Gacia Joseph Grasseau Roger Guilhem Louis Llari Pierre Malrieu Martin Martin Jean Marseron Louis Mazon Pastor René Peytavy Édouard Ponsinet Puig-Aubert Justin Py Fernand Thomas Henri Vaslin Entraîneur : René Carruesco |
| Bordeaux     | José Audignon Paul Bartoletti Raymond Contrastin Crabos Dehes Christian Duplé Fourcade Adolphe Inza Lamoulliatte Laussat Odé Lepes Albert Kaemph Pallats Villain (ex-Roanne) Entraîneur : André Hiriart                                                                                    | Roanne             | Robert Abadie Jean Audoubert Jean Barreteau Brunel Joseph Crespo Robert Dauger René Duffort Jean Liénard Vincent Martimpé-Gallart Jep Maso Georges Rascol Rodella Henri Riu Pierre Taillantou Entraîneur : Armand Figeac                                                        |
| Albi         | Gabriel Berthomieu Marcel Blanc Bernard Cesses Gaston Combes Charles Galaup André Masbou | Bayonne            | Barcelère Robert Caillou Desperrier Dupouy Fournet Gimenès Ibarrat Laclédère Laguarde Larran Denis Martiquet Mundubeltz Renard Simko |
| Lyon         | Ballester Bergès Canina Coulon Darget Delaye Gibert Isidore Robert Joanblanq Joseph Maso Mauratille François Montrucolis Sala Tallieu Frédéric Trescazes | Villeneuve-sur-Lot | Artigalas Gaston Calixte Fallières Gay Gabriel Genoud Marchi Mary M. Masetti Otello Masetti Maussacre Peyral Vigouroux Zeny Entraîneur : Raoul Manieu |
| XIII Catalan | Jean Barande (ex USAP) Borras Irénée Carrère Guy Cassini Gaston Comes Paul Déjean Drevet Fitte Labrusse Lucien Malafosse Marquès Pardineille Georges Salles Serre Francis Thubert Ambroise Ulma Georges Vayre                                                                              | Libourne           | Barès Benacazes Bouillère Bouvier François Fourcade Guittard Jimenès Housty Lacombe Lacoste R. Moreau Nodau Vernis |
| Avignon      | André Béraud René Clareton Cœur Daudet Delaye Entat Forgue Fragonnara Maurice Gonon Guerra René Jean Julian Lavigne Loubière Mallet Pélissier Plat Pons Quenin René Rangotte Savonne Trulls Entraîneur : François Rivière                                                                  | Toulouse           | André Melet Marcel Volot |
| Cavaillon    | Gilbert Germano Michel Lopez Hubert Prats | Carpentras         | Entraîneur : Justin Davant |
| Lézignan     | Joseph Guiraud |                    | |